# Шоркаси (Канаський район)
Шорка́си (рос. Шоркасы, чув. Шуркасси) — село у складі Канаського району Чувашії, Росія. Входить до складу Кошноруйського сільського поселення.
Населення — 246 осіб (2010; 252 у 2002).
Національний склад:
- чуваші — 100 %